# 16e étape du Tour d'Espagne 1998

La 16e étape du Tour d'Espagne 1998 a eu lieu le 21 septembre 1998 entre Soria et les lacs de Neila. Elle a été remportée par José María Jiménez.

## Récit
Dans l'ascension finale, Laurent Jalabert, deuxième du classement général, dynamite la course en attaquant le leader Abraham Olano. José María Jiménez, toujours aussi impérial sur cette Vuelta en montagne, prend la roue du Champion de France avant de placer un contre décisif. Il remporte sa 4e victoire en autant d'étapes de montagne depuis le départ.
Laurent Jalabert prend la 2e place et grappille 13 secondes à Olano, toujours leader.

## Classement de l'étape
| \| 1. \| José María Jiménez \| \| Banesto \| en \| \| \| 2. \| Laurent Jalabert \| \| ONCE \| + \| 33 s \| \| 3. \| Fernando Escartín \| \| Kelme \| \| m.t. \| |                    |  |         |    |      |
| 1. | José María Jiménez |  | Banesto | en |      |
| 2. | Laurent Jalabert   |  | ONCE    | +  | 33 s |
| 3. | Fernando Escartín  |  | Kelme   |    | m.t. |

## Classement général
| \| 1. \| Abraham Olano \| \| Banesto \| en \| \| \| 2. \| Laurent Jalabert \| \| ONCE \| + \| 22 s \| \| 3. \| José María Jiménez \| \| Banesto \| \| 31 s \| |                    |  |         |    |      |
| 1. | Abraham Olano      |  | Banesto | en |      |
| 2. | Laurent Jalabert   |  | ONCE    | +  | 22 s |
| 3. | José María Jiménez |  | Banesto |    | 31 s |